# Trischistoma stramenti
Trischistoma stramenti is een rondwormensoort uit de familie van de Tripylidae. De wetenschappelijke naam van de soort is voor het eerst geldig gepubliceerd in 1972 door Yeates.